# Winchester 73 (téléfilm)
Winchester 73 est un téléfilm américain de Herschel Daugherty diffusé en 1967. Il s'agît d'un remake du film du même nom d'Anthony Mann sorti en 1950.

## Synopsis
Le shérif Lin McAdam et son cousin Dakin participent à un concours de tir dont le premier prix est une carabine Winchester modèle 1873. Lin gagne, provoquant la colère de Dakin. Celui-ci dérobe la carabine et abat son oncle...

## Fiche technique
- Réalisation : Herschel Daugherty
- Scénario : Borden Chase et Robert L. Richards d'après une histoire de Stuart N. Lake (non crédité)
- Adaptation télévisuelle : Richard L. Adams
- Directeur de la photographie : Bud Thackery
- Montage : Richard G. Wray
- Musique : Sol Kaplan
- Costumes : Helen Colvig
- Production : Richard E. Lyons
- Genre : Western
- Pays :  États-Unis
- Durée : 97 minutes
- Date de diffusion :
  -  États-Unis : 14 mars 1967
  -  France : octobre 1976

## Distribution
- Tom Tryon (VF : Jean-Claude Michel) : le shérif Lin McAdam
- John Saxon (VF : Francis Lax) : Dakin McAdam
- Dan Duryea (VF : Michel Gatineau) : Bart McAdam
- John Drew Barrymore : le prêcheur
- Joan Blondell : Larouge
- John Dehner (VF : Raymond Loyer) : Johnny Dean
- John Doucette (VF : Jean Violette) : Jake Starret
- David Pritchard : Dan McAdam
- Paul Fix : Ben McAdam
- Jack Lambert (VF : Henry Djanik) : Scots
- John Hoyt (VF : Alain Dorval) : Sunrider
- Jan Arvan : Santiago Ortega
- Robert Bice : le maître de cérémonies
- Ned Romero (VF : Michel Gatineau) : Wild Bear